# Adílson Ferreira de Souza
Adílson Ferreira de Souza (født 1. september 1978) er en brasiliansk fodboldspiller.